# Pier Luigi Faraldo
Pier Luigi Faraldo (Roma, 13 agosto 1904 – ...) è stato un regista e sceneggiatore italiano.

## Biografia
Assistente regista, tra il 1937 e il 1941, di cinque film, fa il suo esordio dietro la macchina da presa nel 1939 con Uragano ai tropici, in collaborazione con Gino Talamo. Tra il 1941 e il 1943 firma altri tre film. Messo ai margini dopo la seconda guerra mondiale, fa ritorno alla regia soltanto nel 1952 con Tragico ritorno, del quale firma anche la sceneggiatura, girato in esterni a Pisa. Fu anche la sua ultima pellicola, poiché abbandona il cinema senza dare più notizie di sé.

## Filmografia

### Assistente regista
- Contessa di Parma di Alessandro Blasetti (1937)
- Il torrente di Marco Elter (1938)
- Ettore Fieramosca di Alessandro Blasetti (1938)
- Terra di nessuno di Mario Baffico (1939)
- L'allegro fantasma di Amleto Palermi (1941), anche sceneggiatura

### Regista
- Uragano ai tropici, co-diretto con Gino Talamo (1939)
- Sancta Maria (1941)
- L'affare si complica (1942)
- La vita torna (1943), anche sceneggiatura
- Tragico ritorno (1952), anche sceneggiatura, con Marcello Mastroianni